# 尼康D5300
尼康 D5300是尼康于2014年4月23日发布的一款具有2416万像素CMOS图像传感器的入门旗舰机数码单镜反光相机。
这款相机是尼康D5200的後繼产品，拥有EXPEED 4影像处理器，提供了翻转屏、1080p 60fps的全高清视频拍摄及內建GPS和WiFi功能。
尼康D5300可录制1080 60p的全高清视频，而上一代D5200只能录制1080 30p视频。
相比于前代D5200的11点对焦系统，尼康D5300配备了与中端单反尼康D7000及全幅单反尼康D610相同的39点对焦系统，配合最高5幅/秒的连拍速度，可大幅提高抓拍的成功率。
与前代机型相比，该机配备了两个立体声麦克风，可录制立体声视频。